# Kodala
Kodala là một thị xã và là nơi đặt ủy ban khu vực quy hoạch (notified area committee) của quận Ganjam thuộc bang Orissa, Ấn Độ.

## Địa lý
Kodala có vị trí 19°38′B 84°57′Đ / 19,63°B 84,95°Đ Nó có độ cao trung bình là 16 mét (52 feet).

## Nhân khẩu
Theo điều tra dân số năm 2001 của Ấn Độ, Kodala có dân số 12.341 người. Phái nam chiếm 50% tổng số dân và phái nữ chiếm 50%. Kodala có tỷ lệ 54% biết đọc biết viết, thấp hơn tỷ lệ trung bình toàn quốc là 59,5%: tỷ lệ cho phái nam là 66%, và tỷ lệ cho phái nữ là 42%. Tại Kodala, 15% dân số nhỏ hơn 6 tuổi.